# Ravizzone
Il ravizzone è una cultivar annuale o biennale di Brassica rapa. Viene coltivato nell'Europa centrale e settentrionale e, in Italia, principalmente nella Pianura Padana.

## Nomenclatura
È anche noto come Brassica rapa oleifera, Brassica rapa campestris, Brassica rapa sylvestris, Brassica campestris o Brassica campestris oleifera. In passato era indicata anche con il nome di Brassica napus var. oleifera. Può essere confuso con la colza (Brassica napus).

## Coltivazione
Viene coltivato come erbaio primaverile ed autunnale. Se ne utilizzano i minuscoli semi, da cui si ricava un olio dai caratteri organolettici simili all'olio di colza. Il panello viene usato in zootecnia per l'alimentazione del bestiame.
Le coltivazioni di ravizzone diventano molto appariscenti in fioritura (che inizia nel mese di aprile e può finire anche a fine maggio),  quando si trasformano in distese di un giallo intenso di straordinaria vivacità.
È una pianta molto visitata dalle api, che ne ricavano un miele dalla consistenza e dall'aroma molto caratteristici.